# Betalstation

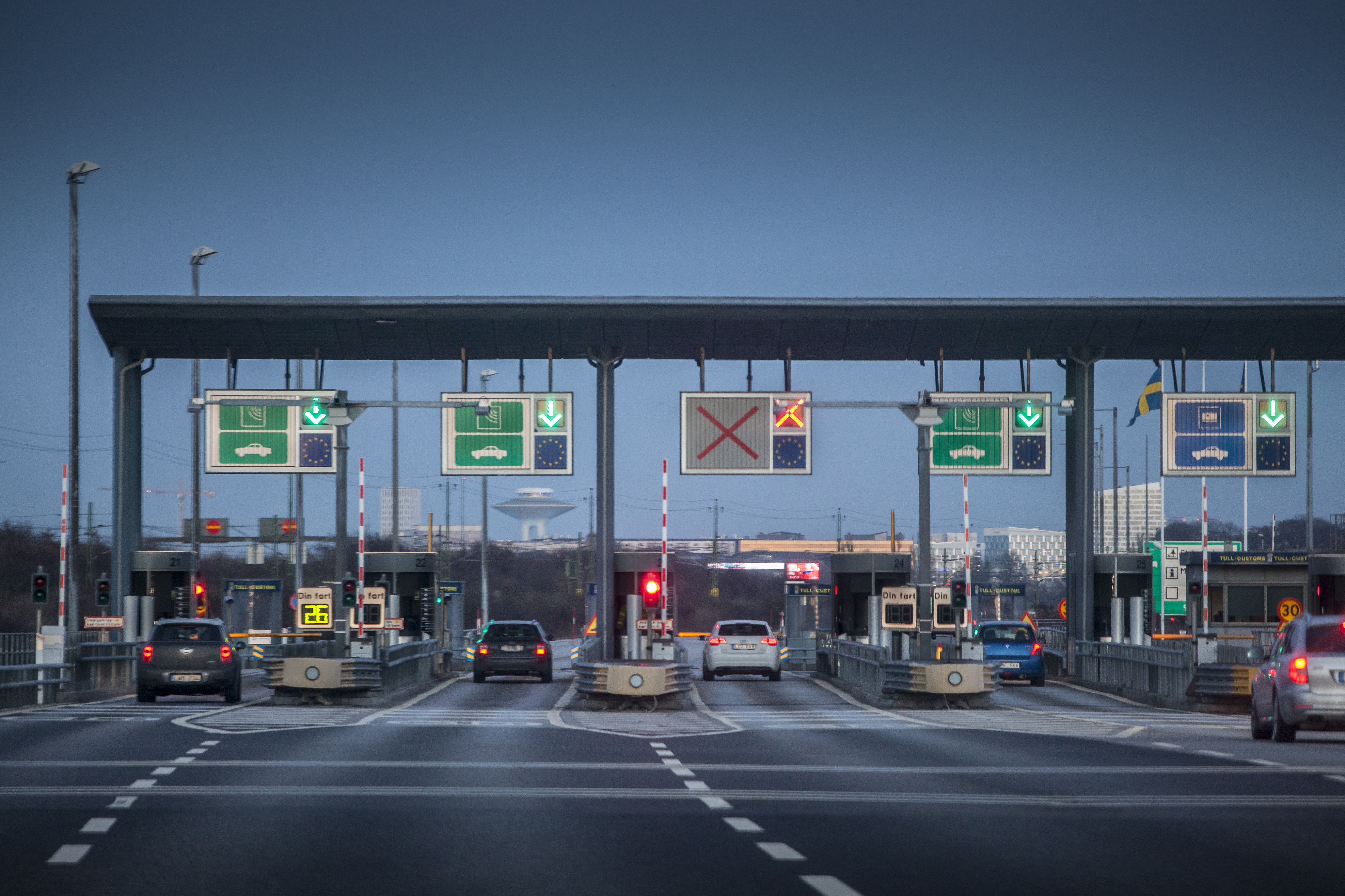
Öresundsbrons betalstation i Lernacken i Malmö.

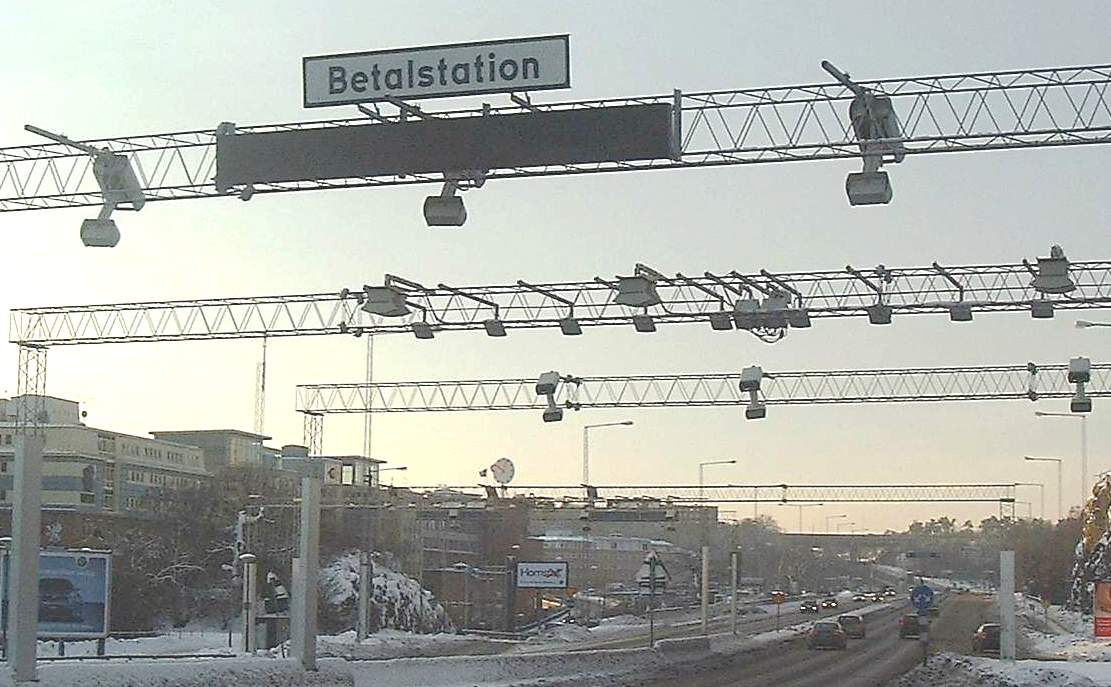
Liljeholmens betalstation i Stockholm.

Betalstation är en annan benämning på en vägtullstation, exempelvis längs många motorvägar i Europa, vid Öresundsförbindelsen (brofästet på svenska sidan, oavsett färdriktning), runt Oslo och för färd till/från Stockholms innerstad.
Betalningsreglerna skiljer sig åt mellan olika platser. Det är inte ovanligt att både kontanter och betalkort accepteras. För att betala trängselskatt i Stockholm krävs dock betalning på annan plats än vid själva tullinfarten, där fordonens registreringsskyltar fotograferas automatiskt. Det rör sig således mer om kontroll av passerande fordons identiteter än om betalstationer i strikt mening. Sådana stationer har på en del håll utomlands ersatt traditionella betalstationer.
Det finns två vägmärken i Sverige som kan användas i samband med betalstationer och vägtullar, där det nyaste är märket för betalväg och ett äldre ett förbudsmärke som talar om att man ska stanna vid tull. I förbudsmärkets övre del står ordet "Tull" på svenska och på den nedre på det språk som talas i det andra landet. Detta märke avser dock tullstation där medhavda varor ska deklareras, inte vägavgift. Se förbudsmärken för mer information.